# دورفال (كيبك)
دورفال (بالفرنسية: Dorval)‏ مدينة كندية في مقاطعة كيبك. كان يسكن هذه المدينة التي تبلغ مساحتها 20.8749 حوالي 18088 في سنة 2006 م، بینما کان یسکنها في 2001 م 17706 نسمة. تحتل هذه المدينة المرتبة رقم 214 بین مدن كندا حسب عدد السكان والمرتبة رقم 57 في المقاطعة.

## وصلات خارجية
- الأطلس الحكومي لكندا
- إحصاءات كندا مع ساعة تعداد سكان كندا